# وایت لوتوس (فصل ۱)
فصل اول وایت لوتوس، مجموعه آنتولوژی کمدی درام آمریکایی، که توسط مایک وایت ساخته، نویسندگی و کارگردانی شده است، در ۱۱ ژوئیه ۲۰۲۱ از شبکهٔ اچ‌بی‌او پخش شد. این فصل در ابتدا به عنوان یک مجموعهٔ محدود در اکتبر ۲۰۲۰ تأیید شد. فیلم‌برداری آن در هاوایی و در اواخر سال ۲۰۲۰ انجام گرفت. در این فصل، گروهی از بازیگران از جمله ماری بارتلت و کانی بریتون، جنیفر کولیج، الکساندرا داداریو، فرد هچینگر، جیک لیسی، بریتنی اوگریدی، ناتاشا راث‌ول، سیدنی سوئینی، استیو زان و مالی شنون ایفای نقش کردند. این فصل دارای شش قسمت است و داستان آن حول زندگی کارکنان و مهمانان ثروتمند یک اقامتگاه گرمسیری در هاوایی می‌چرخد.
این فصل با تحسین گستردهٔ منتقدان روبه‌رو شد و در هفتاد و چهارمین جوایز امی ساعات پربیننده، نامزد یازده جایزه و همچنین در بخش جوایز خلاقانه امی نامزد نه جایزه شد که در مجموع ده جایزه امی را از آن خود کرد. با وجود اینکه در ابتدا به عنوان یک مجموعهٔ محدود در نظر گرفته شده بود، اچ‌بی‌او در ۱۰ اوت ۲۰۲۱ آن را برای فصل دوم تمدید کرد و آن را به یک مجموعه آنتولوژی تبدیل کرد. فصل دوم این مجموعه در تاریخ ۳۰ اکتبر ۲۰۲۲ منتشر شد.